# Ігнатюк Ольга Анатоліївна
О́льга Анато́ліївна Ігнатю́к (нар. 27 травня 1966) — українська науковиця, доктор педагогічних наук, професорка кафедри педагогіки і психології управління соціальними системами ім. акад. І. А. Зязюна. Член Громадського об'єднання Української Асоціації Дослідників Освіти. Гарант ОНП майбутніх PhD спеціальності 011 «Освітні, педагогічні науки».

## Життєпис
Ігнатюк Ольга Анатоліївна народилась 27 травня 1966 року у м. Харкові. Після закінчення середньої школи № 13 вступила до Харківського політехнічного інституту на денне відділення факультету технології органічних речовин. Інститут закінчила у 1989 році за фахом «Технологія жирів» і була направлена на роботу на кафедру органічної хімії, де працювала з 1989 по 2000 рік на посадах від інженера, молодшого наукового співробітника, аспіранта до асистента кафедри. З грудня 1992 по грудень 1995 аспірант кафедри.
У 1996 році захистила дисертацію на здобуття наукового ступеня кандидата технічних наук, пов'язану із проблемою модифікації поверхні скла плівкотвірними розчинами на основі металовмістовних промислових відходів органічних та металургійних виробництв.

## Наукова діяльність
Ігнатюк О. А. працює у визнаній в Україні та за її межами науковій школі теорії та методики професійної освіти — підготовки управлінської національної гуманітарно-технічної еліти, розвитку її лідерського потенціалу, яка бере свій початок з 2000 року й була заснована у Національному технічному університету «Харківський політехнічний інститут» член-кореспондентом НАПН України, д.пед.н., проф. Романовським О. Г.
1995 — асистент кафедри органічної хімії;
1996 — кандидат технічних наук, спеціальність 05.17.11 — «Хімія та технологія силікатних та тугоплавких неметалічних матеріалів»;
2002 — доцент кафедри педагогіки і психології управління соціальними системами НТУ «ХПІ» (ППУСС);
2010 — доктор педагогічних наук, спеціальність 13.00.04 — «Теорія та методика професійної освіти»;
2012 — професор.
Науково-педагогічний стаж роботи Ігнатюк О. А. становить 27 років, у тому числі 27 роки в НТУ «ХПІ». Одна з її професійних цілей — це досягнення високих результатів у сфері освіти, зокрема підвищення якості підготовки сучасних фахівців.
Пріоритетним напрямом роботи для Ігнатюк О. А. є пошук та реалізація шляхів підвищення якості підготовки студентів освітньо-професійного рівня «магістр» зі спеціальності 011 «Освітні, педагогічні науки» та здобувачів освітньо-наукового рівня «доктор філософії» усіх спеціальностей в умовах технічного університету. Ігнатюк О. А. намагається досить чітко не тільки проектувати зміст освітніх програм, навчальних дисциплін відповідно до навчальних програм, усвідомлюючи особливості моделі професійної діяльності фахівця, моделі сучасного фахівця інженерного, педагогічного профілю, але й приділяє значну увагу освітнім і педагогічним технологіям, формам і методам організації освітнього процесу підготовки майбутніх фахівців, свою педагогічну діяльність спрямовує на відпрацювання ефективної моделі підготовки майбутніх фахівців у процесі підготовки в умовах НТУ «ХПІ» на засадах студентоцентрованого навчання. Основним показником роботи стали розробка і викладання управлінських і психолого-педагогічних дисциплін, сформованість відповідних компетентностей та результатів навчання слухачів освітньо-професійних та освітньо-наукових програм спеціальності 011, та аспірантів університету при вивченні блоку педагогічних дисциплін.
Ольга Анатоліївна Ігнатюк — провідний лектор з дисциплін: «Педагогічний контроль в системі освіти», «Основи наукових досліджень», «Психолого-педагогічні основи особистісного розвитку фахівця», «Методологія і логіка педагогічної діяльності у вищій технічній школі», «Наукові основи вищої професійної освіти і підготовка майбутніх фахівців».
Вона розробила інноваційні курси управлінських дисциплін «Сучасні управлінські технології», «Основи управління соціальними системами», «Управління розвитком соціально-економічних систем», є одним із ініціаторів створення нових сучасних учбових спеціалізацій, зокрема відкриття магістратури зі спеціальності «Педагогіка вищої школи» в технічному університеті.
Вона має високий авторитет вченого та фахівця серед студентства факультету та наукової спільноти університету й України. Її доробок впроваджено у навчально-виховний процес підготовки фахівців у вищій технічній школі України (зокрема: Чорноморському державному університеті імені Петра Могили (Миколаїв), в НТУ «ХПІ», Херсонському національному технічному університеті, ПВНЗ «Ново-Каховський політехнічний інститут», Одеському національному технічному університеті, Донецькому національному технічному університеті).
Основні наукові інтереси: дослідження проблем особистісно-професійного розвитку суб'єктів освітнього процесу вищої школи; теорія і методика професійної підготовки у вищій школі; розвиток професійно важливих якостей майбутніх фахівців в умовах технічного університету та формування їх готовності до професійної діяльності.
Ігнатюк О. А. — автор 300 наукових публікацій.
Спрямованість наукових досліджень Ігнатюк О. А. пов'язана з теорією і методикою професійної освіти вищої школи, формуванням готовності до професійної діяльності і особистісно-професійного розвитку, самоуправління і професійного самовдосконалення, моніторингом управлінського і особистісно-професійного потенціалу майбутніх фахівців інженерно-технічного та педагогічного профілів. Приймає активну участь в організації та проведенні щорічних науково-практичних конференцій міжнародного та всеукраїнських рівнів як член оргкомітету, голова секцій, залучає студентів до виконання науково-дослідної роботи, готує їх до підготовки наукових публікацій, публічних виступів. Додержується педагогічної етики, поважає гідність студентів, виховує у них повагу до університету.
Член редакційної колегії збірника наукових праць «Проблеми та перспективи формування національної гуманітарно-технічної еліти», що видається за матеріалами міжнародних конференцій, організатори конференцій — Національна академія педагогічних наук України, Інститут педагогічної освіти і освіти дорослих НАПН України, Національний технічний університет «Харківський політехнічний інститут»; з 2006—2009 рр. технічний редактор збірника, відповідальний секретар.
Член редакційної колегії науково-практичного журналу «Теорія і практика управління соціальними системами» (фахове видання України з педагогічних наук) з 01.01.2017 р. по теперешній час, відповідальний секретар видання (2013—2014 рр.).
З 01.01.2017 р. по теперешній час — член редакційної колегії наукового видання «Лідер. Еліта. Суспільство» (щоквартального науково-практичного журналу НТУ «ХПІ»).
Працюючи на посаді професора кафедри, неодноразово проходила навчання на міжнародних школах-семінарах, наукових конференціях, здійснювала підвищення кваліфікації, у тому числі за програмою «Педагогіка вищої школи» (м. Запоріжжя).
З 2018 року по теперішній час є членом Громадського об'єднання Української Асоціації Дослідників Освіти (ГО «УАДО»).
Здобула ступінь вищої освіти магістр спеціальність «Освітні, педагогічні науки» у Харківському національному економічному університеті ім. Семена Кузнеця, який закінчила у 2019 році з «відзнакою».
Член Методичної Ради НТУ «ХПІ» (з 2016 року по теперішній час). Керівник методичної комісії Методичної Ради НТУ «ХПІ» з психолого-педагогічної та управлінської підготовки студентів (з 2016 по 2018 р.), член цієї комісії (2019—2020 рр.).
Член Редакційно-видавничої Ради НТУ «ХПІ» та підкомісії з надання грифів соціально-гуманітарного напряму (з 2011 по 2021 рр).
З 2020 по теперішній час — Гарант ОНП майбутніх PhD спеціальності 011 «Освітні, педагогічні науки».
З 2022 Ігнатюк О. А. — член методичної комісії Методичної Ради НТУ «ХПІ» з методичного забезпечення підготовки докторів філософії.
Приймає активну участь в атестації наукових кадрів.
Ігнатюк О. А. з 2017 р. по теперішній час виконує обов'язків голови секції: «Роль педагогіки і психології у формуванні харизматичного лідера», з 2024 року секції «Психолого-педагогічні та управлінсько-соціальні основи формування фахівця лідера» МНПК «Україна і світ: гуманітарно-технічна еліта та соціальний прогрес». Здійснює керівництво науковою роботою здобувачів вищої освіти.
Має п'ять свідоцтв про реєстрацію авторського права на твір: «Моделювання викладання педагогічних дисциплін у процесі підготовки майбутніх докторів філософії в умовах технічного університету» (№ 93402, дата реєстрації 25.10.2019);
«Зміст та структура поняття „педагогічна майстерність“ у вимірах науковців та майбутніх докторів філософії економічних та інженерно-технічних спеціальностей» (№ 93403, дата реєстрації 25.10.2019);
«Інтеграція форм, методів і умов формування педагогічної техніки як складової майстерності викладача у процесі підготовки докторів філософії в умовах технічного університету» (№ 93404, дата реєстрації 25.10.2019);
«Модель оцінки реалізації наукового потенціалу здобувачів вищої освіти рівнів „магістр“ та „доктор філософії“ спеціальності „Освітні, педагогічні науки“» (№ 96411, дата реєстрації 27.02.2020);
«Модель формування професійно значущих якостей майбутнього інженера-лідера при навчанні психолого-педагогічним і управлінським дисциплінам» (№ 96412, дата реєстрації 27.02.2020).
Цитата Ольги Анатоліївни Ігнатюк: «Щоб досягти мети, необхідно, перш за все, до неї йти».

## Нагороди та відзнаки
За досягнення в науковій і педагогічній роботі, спрямованій на розбудову держави і підготовку високопрофесійних фахівців Ігнатюк О. А. нагороджена Почесною грамотою ректорату та комітету профспілки співробітників НТУ «ХПІ» (2012 р.).
У 2014 р. Ігнатюк О. А. стала переможцем ХVI Обласного конкурсу «Вища школа Харківщини — кращі імена» у номінації «Викладач гуманітарних дисциплін», нагороджена дипломом.
У 2016 р. стала переможцем конкурсу наукових робіт, присвячених 20-річчю факультету Соціально-гуманітарних технологій, нагороджена дипломом ІІ ступеня.
У 2021 р. Ігнатюк О. А. нагороджена грамотою НТУ «ХПІ» за сумлінну працю, високий професіоналізм, плідну науково-педагогічну діяльність і з нагоди 25-річчя заснування факультету соціально-гуманітарних технологій.